# Анус (мова)
Анус (корур) — океанійська мова. Носіями є близько 320 осіб (станом на 2005 рік), більшість з яких проживає на одному з островів затоки Джаяпура на схід від річки Тор в індонезійській провінцій Папуа у західній частині Нової Гвінеї.